# Stéphane Mallarmé

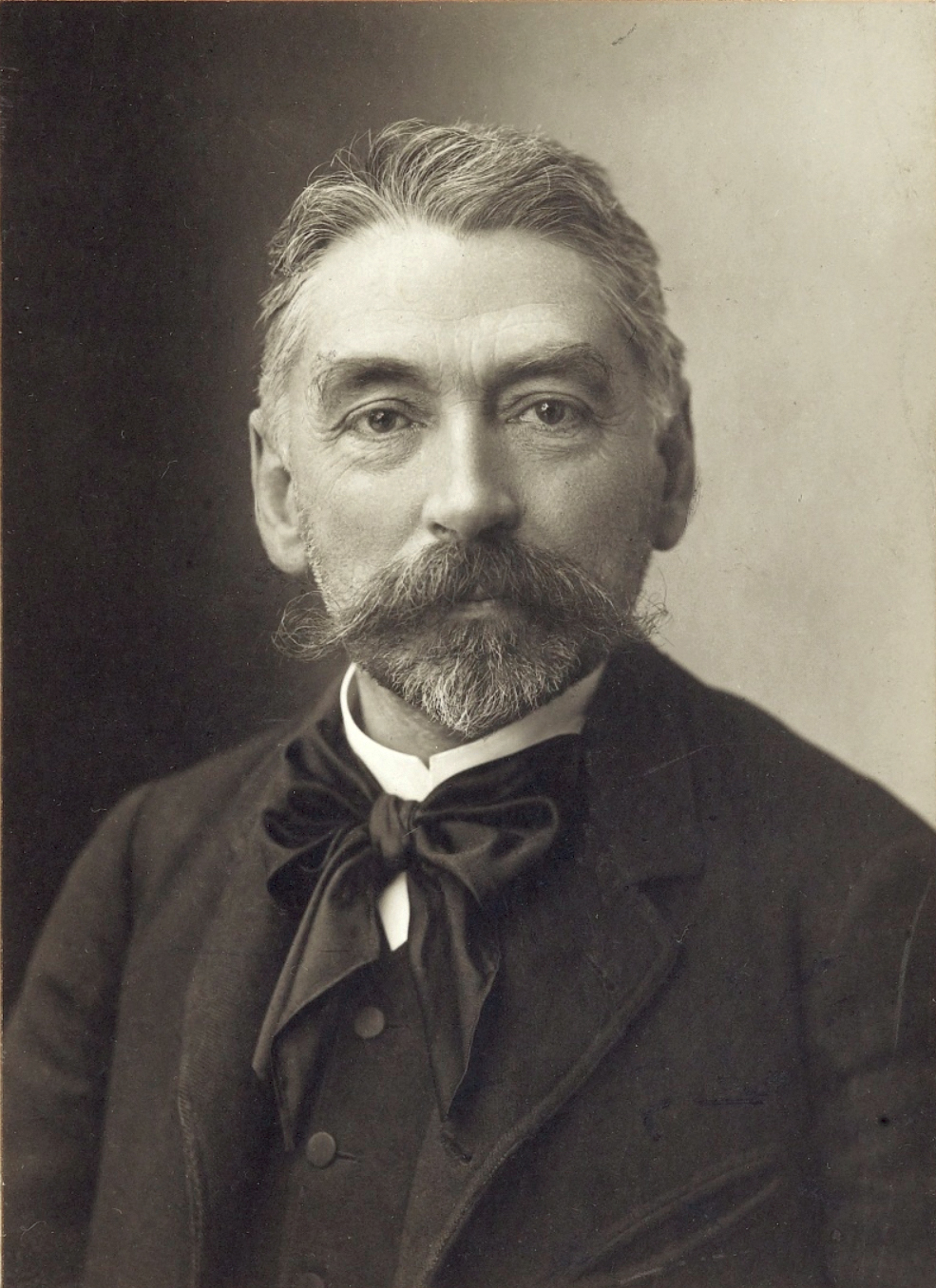
Stéphane Mallarmé (um 1890),
Foto: Paul Nadar

Stéphane Mallarmé [stefan malaʁ'me] ⓘ (* 18. März 1842 in Paris als Étienne Mallarmé; † 9. September 1898 in Valvins, Gemeinde Vulaines-sur-Seine, Département Seine-et-Marne, nahe Fontainebleau) war ein französischer Schriftsteller.
Seine Gedichte gelten als Hauptwerke des Symbolismus. Zusammen mit Charles Baudelaire, Paul Verlaine und Arthur Rimbaud gilt er als einer der wichtigsten Wegbereiter der modernen Lyrik.

## Leben
Mallarmé wurde als Sohn einer Beamtenfamilie aus Sens in Paris geboren. Nachdem 1847 seine Mutter gestorben war, wuchs er bei den Großeltern auf. Ab 1850 lebte er in Internaten, wurde 1855 wegen schlechten Betragens entlassen und besuchte ab 1856 eine Internatsschule in Sens. 1857 starb seine jüngere Schwester. Von 1858 bis 1860 entstanden erste Gedichte (64 Gedichte unter dem Titel Entre quatre murs, dt. Zwischen vier Wänden). Kurz nach seiner Abiturprüfung lernte er die Dichter Emmanuel des Essarts, Jean Lahor und Eugène Lefébure kennen und freundete sich mit diesen an. In dieser Zeit beschäftigte er sich auch erstmals mit Charles Baudelaires Les Fleurs du Mal und veröffentlichte erste literaturkritische Artikel in zahlreichen verschiedenen Zeitschriften, später auch erste eigene Gedichte. Er lernte das deutsche Kindermädchen Marie Gerhard aus Camberg, damals Herzogtum Nassau, kennen, das er 1863 in England heiratete, bevor er eine Anstellung als Englischlehrer in Tournon-sur-Rhône antrat (ein Beruf, den er bis zu seiner Pensionierung 1893 ausübte). 1863 wurde ihre Tochter Geneviève geboren. Zu seinen Freunden und Bekannten zählten in dieser Zeit die félibres Théodore Aubanel, Joseph Roumanille und Frédéric Mistral, die in provenzalischer Sprache schrieben, sein Kollege, der Deutschlehrer und Lyriker Charles Fournel, sowie Catulle Mendès und Auguste de Villiers de L’Isle-Adam.

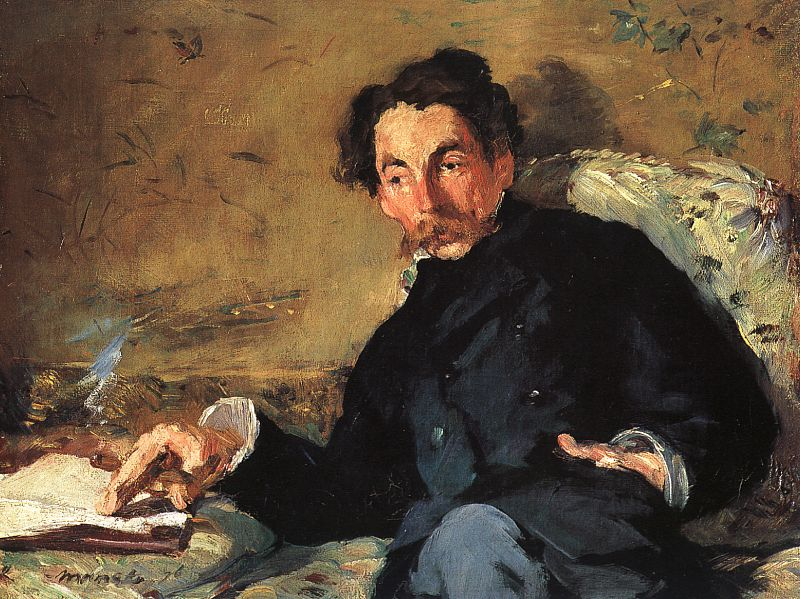
Porträt Mallarmés von Édouard Manet, 1876 (Musée d’Orsay, Paris)

In einer persönlichen und künstlerischen Krise begann er 1864 sein „Lebensprojekt“ Hérodiade, in dem er in einer Bearbeitung des biblischen Salome-Stoffs die Suche nach der Reinheit und Schönheit der Dichtung thematisiert. Sein langes, schließlich 110 Alexandriner umfassendes Gedicht L’après-midi d’un faune schrieb er ab 1865 in der Hoffnung, es im Théâtre Français in Paris zur Aufführung kommen zu lassen, was jedoch abgelehnt wurde. 1866 konnte er erstmals zehn Gedichte in der Zeitschrift Le Parnasse Contemporain des wichtigen Dichterkreises der Parnassiens um Théophile Gautier veröffentlichen, dessen Auffassung von Literatur er zunächst teilte. Zu seinen Bekannten zählten Leconte de Lisle und José-Maria de Heredia. Er zog mehrmals um: 1866 nach Besançon, wo er eine Korrespondenz mit Paul Verlaine begann, und 1867 nach Avignon, von wo aus er mit der Veröffentlichung seiner Prosagedichte begann.

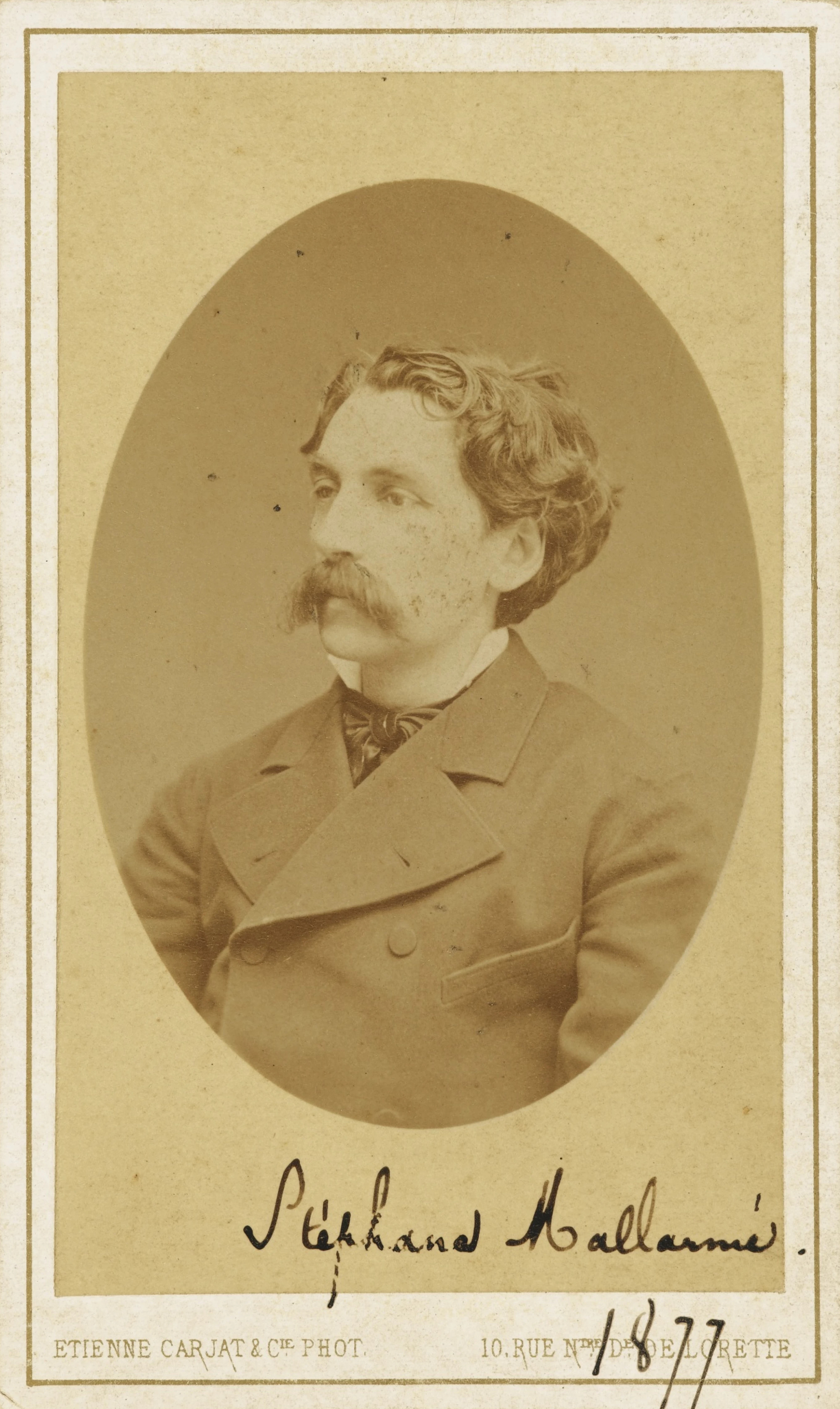
Stéphane Mallarmé im Jahre 1877, Foto: Étienne Carjat

Im Juli 1871 wurde sein Sohn Anatole in Sens geboren. Kurz darauf gelang Mallarmé der lange ersehnte Wechsel aus der Provinz in die Hauptstadt Paris. In dieser Zeit arbeitete er u. a. an Übersetzungen der Werke Edgar Allan Poes. 1872 lernte er den jungen Dichter Arthur Rimbaud kennen. Ab 1873 setzte er sich verstärkt mit dem Impressionismus auseinander, angeregt durch seine Freundschaft mit dem Maler Édouard Manet. Auch Émile Zola lernte er durch Manet kennen. 1874 gab er ohne Erfolg einige Nummern der Zeitschrift La dernière Mode heraus, deren einziger Redakteur er war. Vorher mehrmals von Verlegern abgelehnt, erschien 1876 eine Ausgabe von L’après-midi d’un faune mit Illustrationen Manets.
Seit 1877 veranstaltete Mallarmé seine bald schon bekannten Mardis (Dienstagstreffen), bei denen er jahrelang junge Dichter wie Émile Verhaeren, Maurice Maeterlinck, Oscar Wilde, Joris-Karl Huysmans, Paul Valéry, André Gide, W. B. Yeats, Rainer Maria Rilke und Stefan George in seiner Wohnung in der Rue de Rome empfing. 1878 lernte er Victor Hugo kennen.
Sein Schüler Paul Valéry sagte: „Mallarmé lebte für einen ganz bestimmten Gedanken: Er war besessen von der Vorstellung eines absoluten Werkes, das für ihn das höchste Ziel, die Rechtfertigung seines Daseins, den einzigen Zweck und den einzigen Sinn des Weltalls bedeutete.“
1879 starb sein Sohn Anatole im Kindesalter. 1883 wurde Mallarmés Werk durch Verlaines Poètes maudits einer größeren Öffentlichkeit nähergebracht. Von 1884 bis 1889 verband ihn eine Freundschaft und Liebesbeziehung mit Méry Laurent. 1886 veröffentlichte er sein erstes Gedicht ohne Satzzeichen, M’introduire dans ton histoire, und wurde im gleichen Jahr nach Verlaines Tod zum Prince des Poètes gewählt. Nach seiner Pensionierung zog er 1894 nach Valvins um, wo er einige Jahre an verschiedenen literarischen und theoretischen Projekten arbeitete und 1898 starb.  Stéphane Mallarmé wurde auf dem Friedhof von Samoreau (Département Seine-et-Marne) begraben.

## Eigenart und Bedeutung
Durch die Lektüre Hegels kam Mallarmé zur Auffassung, dass, wenn „der Himmel tot“ sei, das Nichts der Ausgangspunkt des Schönen und Idealen sein müsse. Zu dieser Philosophie gehörte seiner Meinung nach eine in Rhythmus, Satzbau und Wortschatz neuartige Poesie. Über das L’art pour l’art der Dichter um Gautier hinausgehend sah er in der poetischen Sprache einer poésie pure (reinen Dichtung) die einzige Möglichkeit, zu reinen Ideen vorzudringen. Die wirklichkeitsnahe, beschreibende Lyrik des Realismus lehnte Mallarmé ab, vielmehr betrachtete er die Suggestion als Grundlage der neuen Poesie.

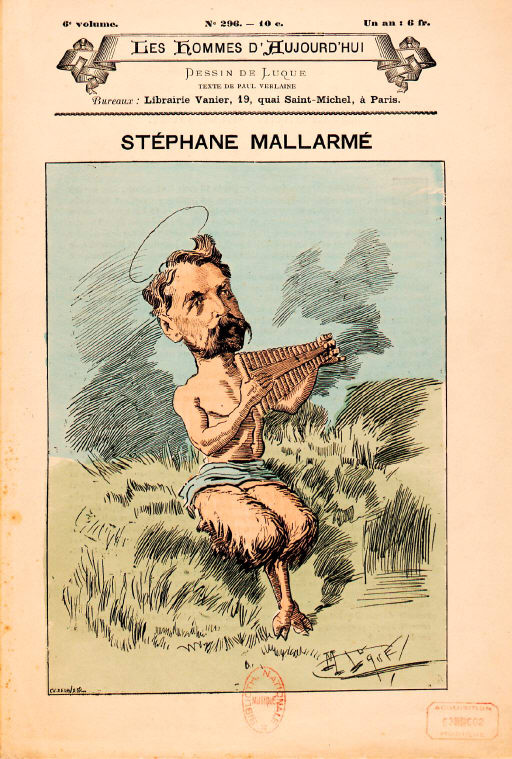
Mallarmé als Pan karikiert, 1887

Als Symbolismus bezeichnet, ähnelte seine Auffassung von Literatur dem Impressionismus in der bildenden Kunst. Aufgrund der extremen Ausprägung der suggestiven Sprache in Mallarmés Werk wurde er auch als „der Symbolistischste der Symbolisten“ bezeichnet. Als Erneuerer der französischen Lyrik hält Mallarmés Einfluss bis heute an. Seine Zweifel an der herkömmlichen Funktion von Sprache machten ihn zum Wegbereiter der modernen Lyrik. Viele seiner Ideen wurden später von Vertretern des Dadaismus, Surrealismus, Futurismus und Dekonstruktivismus (etwa Jacques Derrida) wieder aufgegriffen.
Durch den oft absichtlich unklaren Stil und die subtile Beziehung von Schrift, Klang und Bedeutung gilt sein Werk als schwer übersetzbar. Beim lauten Lesen werden Assoziationen und Bedeutungen hörbar, die in der Schriftform nicht offensichtlich sind, zum Beispiel können die Worte „ses purs ongles“ („ihre reinen Nägel“) beim Hören als „c’est pur son“ („das ist reiner Klang“) aufgefasst werden.
Nicht zuletzt die klangliche, musikalische Qualität der Sprache Mallarmés inspirierte bedeutende Komponisten zu Vertonungen seiner Werke. Ein Hauptwerk des musikalischen Impressionismus ist Claude Debussys frei nach Mallarmé komponiertes Prélude à l’après-midi d’un faune für Orchester (1894), von dem Mallarmé begeistert war und in einem Brief an Debussy schrieb: Ihre Illustrierung des „Après-midi d’un Faune“ bildet keine Dissonanz zu meinem Text, sie übertrifft ihn wahrlich eher an Sehnsucht, und an Licht, mit ihrer Feinheit, ihrer Schwermut, ihrem Reichtum. 1912 verwendete auch Vaslav Nijinsky das Werk als Grundlage seines für die Ballets Russes choreografierten Balletts L’Après-midi d’un faune. Claude Debussy, Maurice Ravel, Darius Milhaud, Pierre Boulez, Paul Hindemith und weitere Komponisten vertonten Gedichte Mallarmés als Lieder. Zu späten Werken, wie dem als eine Wortpartitur angelegten Poem Un coup de dés und dem Fragment gebliebenen Igitur, gibt es musikalische Annäherungen von Michael Denhoff.

## Werke

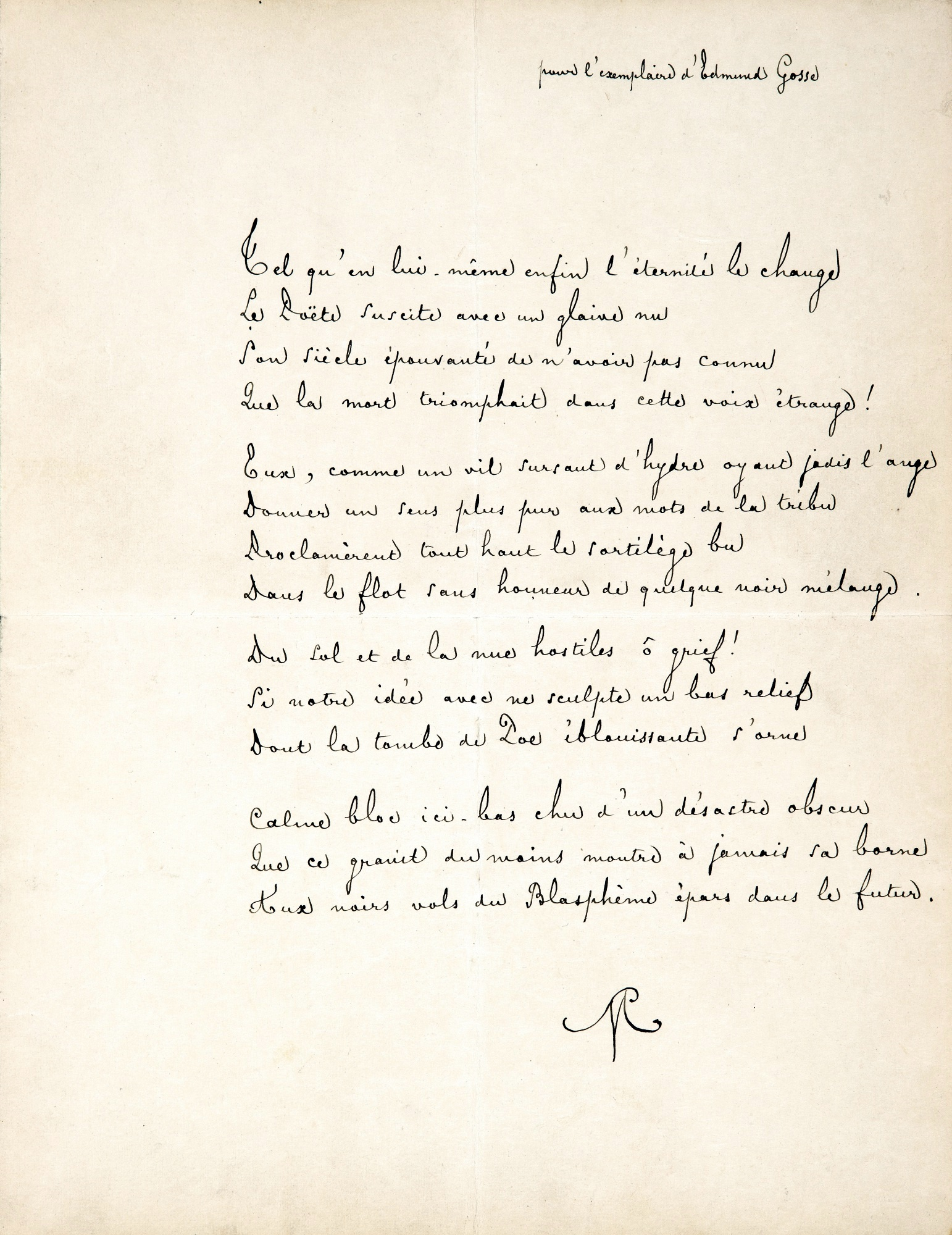
Le Tombeau d’Edgar Poe, Autograph Mallarmés eines Sonetts auf Edgar Allan Poe aus dem Jahre 1876.

- Hérodiade (Fragmente seit 1864, Scène de Hérodiade veröffentlicht 1896)
- L’après-midi d’un faune (1865, endgültige Version 1887, dt. Nachmittag eines Fauns)
- Les mots anglais (1878)
- Les dieux antiques (1879)
- Prosa (1880)
- Avant-dire, in René Ghil: Traité du Verbe, Giraud, Paris 1886, S. 5–7.
- Übersetzungen von Werken Edgar Allan Poes (1888)
- Pages (1891)
- Jules Huret: Enquête sur l’évolution littéraire, Gespräch mit Mallarmé. In: Écho de Paris. Journal littéraire et politique du matin, 14. und 19. März 1891.
- La musique et les lettres (1891)
- Le Tombeau de Charles Baudelaire (1895)
- Divagations (1897)
- Tombeau (auch Tombeau de Verlaine; 1897)
- Un Coup de dés jamais n’abolira le Hasard (1897)

Außerdem schrieb er zahlreiche literaturtheoretische Artikel. Posthum erschienen u. a. Poésies (1899), Pour un tombeau d’Anatole (1962) sowie Briefe (1959–1971).

### Deutsche Ausgaben
- Herodias. Übersetzt von Stefan George. In: Zeitgenössische Dichter. Berlin 1929.
- Gedichte und der Nachmittag eines Fauns. Übersetzt von Remigius Netzer. Piper Verlag, München 1946.
- Sämtliche Dichtungen. Französisch und deutsch; mit einer Auswahl poetologischer Schriften. Übersetzung der Dichtungen von Carl Fischer. dtv, München 1995, ISBN 3-423-02374-0 (französisch und deutsch).
- Gedichte, herausgegeben, übersetzt und kommentiert von Gerhard Goebel (Werke. 1). Schneider, Gerlingen 1993, ISBN 3-7953-0906-9.
- Kritische Schriften, Hrsg. von Gerhard Goebel und Bettina Rommel (Werke. 2). Schneider, Gerlingen 1998, ISBN 3-7953-0907-7 (französisch und deutsch).
- Übersetzungen der Gedichte u. a. von Franz J. Nobiling, Fritz Usinger, Remigius Netzer, Richard von Schaukal, Kurt Reidemeister, Paul Zech